# Alen Bokšić
Alen Bokšić (født 21. januar 1970 i Makarska, Jugoslavien) er en kroatisk tidligere fodboldspiller (angriber). 
Bokšić spillede 40 kampe og scorede ti mål for Kroatiens landshold i perioden 1993-2002. Han repræsenterede sit land ved to slutrunder, henholdsvis EM 1996 i England og VM 2002 i Sydkorea/Japan. Han var også en del af det jugoslaviske landshold til VM 1990 i Italien, omend han ikke kom på banen i denne turnering og aldrig nåede at spille en A-landskamp for Jugoslavien.
På klubplan repræsenterede Bokšić blandt andet Hajduk Split i hjemlandet, de italienske storklubber Lazio og Juventus samt Middlesbrough i England. Han var også tilknyttet franske Olympique Marseille, som han vandt UEFA Champions League med i 1993.